# Lublinsko vojvodstvo
Lublinsko vojvodstvo (Województwo Lubelskie) je jedno od 16 poljskih administrativnih jedinica - vojvodstava. Ustanovljeno je 1999. godine. Središte vojvodstva je Lublin.